# Supercoppa italiana 2006 (beach soccer)
La Supercoppa italiana 2006 si è disputata a Vasto, il 14 luglio 2006, quale match inaugurale di una quattro giorni dedicata all'assegnazione della Supercoppa di Lega prima e della Coppa Italia poi. Come era accaduto un anno prima, sulla spiaggia della cittadina abruzzese si sono affrontati i Cavalieri del Mare Viareggio, fino ad allora unici vincitori dello scudetto, ed anche il Catania Beach Soccer, senza rivali nell'albo d'oro della coppa nazionale.

## Partecipanti
| Squadre                      | Qualificazione                    |
| ---------------------------- | --------------------------------- |
| Cavalieri del Mare Viareggio | Vincitore della Serie A 2005      |
| Catania Beach Soccer         | Vincitore della Coppa Italia 2005 |

## Tabellino
| Arbitro: | Caruso e Melfi (Lanciano e Vasto) |

| |                      | |
| Fruzzetti G. 8pt’, 11pt’ Madjer 5st’, 2tt’, 6tt’ Galli 8tt’                                                    | Marcatori            | 4st’ Condorelli 6st’ Impellizzeri 8st’ Suriano 9st’ Chiavaro 1tt’ Platania 3tt’ Bosco                         |
| Madjer Hernani                                                                                                 | Tiri di rigore 1 – 2 | Impellizzeri Condorelli                                                                                       |
| · Rasuli · Hernani · Galli · Fruzzetti G. · Madjer · Ciceri · Borrini · De Angeli · Fruzzetti F. · Scalabrelli | Formazioni           | · Bua · Chiavaro · Condorelli · Platania · Campanella · Bosco · Belluso · Impellizzeri · Suriano · Di Giacomo |
| Volpini | Allenatori           | Fiducia |